# Burg Dobin

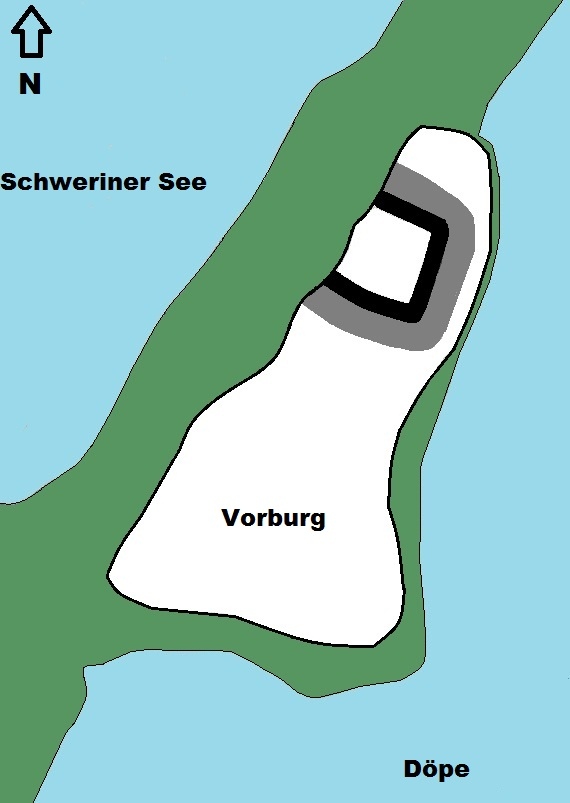
Lageskizze und Aufbau der Burg Dobin

Die Burg Dobin ist ein ehemaliger Slawischer Burgwall bei Dobin am See am Nordende des Schweriner Sees.
Die erstmals in der Slawenchronik des Helmold von Bosau als Dubin erwähnte Festung wurde 1147 anstelle eines Handelsplatzes durch den abodritischen Fürsten Niklot als Fluchtburg errichtet und 1160 wieder zerstört. Die Wismarsche Chronik verzeichnet für das Jahr 1278 nochmals ein castrum Dubin. Nach der Lokalisierung des Burgwalles durch den mecklenburgischen Landesarchivar Lisch im 19. Jahrhundert folgten ab 1999 umfangreiche archäologische Untersuchungen unter der Leitung des Prähistorikers Ettel, die Ergebnisse zu Struktur, Aussehen und Nutzung der Burg sowie Aussagen zum Zeitpunkt der Errichtung und zur Art und Weise der Zerstörung der Befestigung erbrachten.

## Geschichte
Ursprünglich handelte es sich bei Dobin um einen unbefestigten abodritischen Grenzhandelsplatz zwischen den slawischen Burgbezirken Schwerin und Mecklenburg. Hier wurden Waren umgeschlagen, die zu Wasser über die Stör und den Schweriner See auf dem Landweg an die Ostsee transportiert werden sollten. Als Niklot erfuhr, dass im Rahmen des Wendenkreuzzuges ein sächsisches Heer auch in das Abodritenland marschieren werde, begann er mit den Vorbereitungen für eine Verteidigung. Die strategisch günstige Lage des Handelsplatzes auf einer Landenge zwischen Schweriner See und Döpe könnte den Ausschlag für seine Entscheidung gegeben haben, an diesem Standort eine Fluchtburg gegen das Kreuzfahrerheer anzulegen. Helmold berichtet, Niklot habe seinen gesamten Stamm („universam gentem“) zusammengerufen, um die Festung in der Kürze der verbleibenden Zeit fertigzustellen.
Der anschließenden Belagerung der Burg durch dänische und sächsische Kreuzfahrer hielt die Burg trotz des Einsatzes von Belagerungswerk drei Monate lang stand. Dabei gingen die Angreifer einander entgegengesetzt am nördlichen und südlichen Ende der Landbrücke in Stellung, getrennt durch den Burgwall auf der Landbrücke, der sich wegen der beiden Seen nicht umgehen ließ. Bei einem Ausfall der Abodriten erlitten die Dänen erhebliche Verluste, ohne dass die Sachsen ihnen wegen der besonderen örtlichen Gegebenheiten hätten zu Hilfe eilen können. Am Ende schlossen Belagerer und die Besatzung der kurz vor dem Fall stehende Burg eine Vereinbarung: Während die Abodriten in eine Massentaufe und die Freilassung der dänischen Gefangenen einwilligten, hoben die Kreuzfahrer die Belagerung auf und zogen ab.
Im Jahre 1160 zerstörte Niklot die Burg vor einem anrückenden Sachsenheer Heinrichs des Löwen. Da die Burg, anders als die im gleichen Zuge zerstörten Festungen Mecklenburg, Schwerin und Ilow, anschließend nicht wieder aufgebaut wurde, ist zu vermuten, dass sie weder Repräsentations- noch Herrschaftszwecken diente und die Burg auch nicht Mittelpunkt eines Verwaltungsbezirkes gewesen ist.
Eine Wismarer Chronik berichtet zum Jahr 1278, die Herren von Werle und der Graf von Schwerin seien mit dem Markgrafen Otto von Brandenburg in das Land Meklenburg eingefallen und hätten „die Burg Dobe“ wieder aufgebaut, um von dort aus das Land bis Wismar auszuplündern.

## Archäologie
Surveys, Luftbilder, geomagnetische Prospektion und Sondageschnitte 1999 und 2000 in Verbindung mit bodenkundlichen und dendrochronologischen Untersuchungen erbrachten erste Ergebnisse zu Struktur, Aussehen und Nutzung der Burg sowie Aussagen zum Zeitpunkt der Errichtung und auch zur Art und Weise der Zerstörung der Befestigung. Demnach weist die Anlage eine Grundfläche von drei Hektar auf und gliedert sich in Haupt- und Vorburg. Die Befestigung wurde nach den Dendrodaten im Zusammenhang mit dem archäologischen Befund 1147/48 erbaut und wohl 1160 durch Feuereinwirkung zerstört – dies zeigt eine nur selten anzutreffende Übereinstimmung von historischen und archäologischen Quellen.